# Partito Armenakan
Il Partito Armenakan (in armeno Արմենական Կուսակցութիւն) fu fondato a Van, nell'odierna Turchia nel 1885 da Mekertich Portukalian come organizzazione clandestina contro il sistema di governo. È stato classificato come partito in base al fatto che ha sviluppato una piattaforma, un organo centrale e una pubblicazione ufficiale.
Il partito fu fondato nell'autunno del 1885 dal giornalista e insegnante Mekertich Portukalian e da nove dei suoi seguaci: Meguerditch Avetisian, M. Baroudjian, Panos Terlemezian, Grigor Adjemian, Grigor Adian, Grigor Beozikian, Rouben Chatavarian, Kevork Handjian e Garegin Manoukian.
Il fondatore del partito Armenakan, Mekertich Portukalian (di Marsiglia ) si tenne in contatto con i leader e pubblicò un giornale di illuminazione politica e sociale, "Armenia" (1885-1923). Portukalian è anche citato come il padre della Società Patriottica Armena d'Europa.
Dopo Mekertich Portukalian, gli armeni di Van continuarono a sviluppare in segreto i principi politici del nazionalismo armeno. L'obiettivo del partito divenne presto la conquista del diritto degli armeni di governare su se stessi attraverso la lotta armata rivoluzionaria e liberare così l'Armenia dall'Impero ottomano. Il suo concetto di rivoluzione era decisamente di basso profilo rispetto a quello delle organizzazioni successive; considerava il terrorismo, l'agitazione e le manifestazioni militanti con sfavore, preferendo invece schierare armeni addestrati all'uso delle armi come guerriglieri contro l'Impero ottomano.
Il principale malinteso del partito era relativo alla convinzione che i nemici dell'Impero ottomano sarebbero intervenuti e avrebbero salvato il popolo armeno per tutto il periodo 1885-1918.
Con la fine del secolo, gli Armenakani avevano cellule al di fuori Van, in altre città della provincia, così come a Trebisonda e Istanbul . La struttura militare venne sviluppata nella Transcaucasia russa, in Persia e negli Stati Uniti.
Attività nell'Impero ottomano:
- Resistenza di Bashkaleh: (maggio 1889)
- Ribellione di Van: (giugno 1896)
- Assedio di Van: (19 aprile 1915 - 6 maggio 1915)

## Fusione nel Partito Liberale Democratico Armeno
Dopo il genocidio armeno, i rimanenti dell'Armenakan unirono le forze con la fazione scissa del Partito Socialdemocratico Hunchakian noto come Partito Riorganizzato Hunchakian, il Partito Democratico Costituzionale Armeno e il Partito Popolare, e fondarono il Partito Liberale Democratico Armeno (Ռամկավար Ազատական Կուսակցութիւն (ՌԱԿ)) o Partito Ramgavar) a Costantinopoli il 1º ottobre 1921. L'appartenenza al Partito Armenakan è stata assorbita nel nuovo partito. Il partito è diventato uno dei tre gruppi politici tradizionali della diaspora armena insieme alla Federazione Rivoluzionaria Armena e al Partito Aocialdemocratico Hunchakian.